# Antygon (syn Arystobula II)
Antygon (gr. Αντίγονος, hebr. ‏מתתיהו אנטיגונוס‎; zm. 37 p.n.e.) – król Judei od 40 p.n.e. oraz arcykapłan, ostatni władca z dynastii Hasmoneuszy.

## Biografia
Był młodszym synem Arystobula II. Objął rządy w 40 roku p.n.e., korzystając z poparcia partyjskiego księcia Pakorusa I. Jako król Judei kazał okaleczyć Jana Hirkana II, aby ten nie mógł dalej sprawować urzędu arcykapłana. Bezskutecznie próbował zdobyć Masadę, bronioną przez Józefa, brata Heroda Wielkiego. Gdy wiosną 37 roku p.n.e. Jerozolima została zdobyta przez Heroda, wspieranego przez Rzymian, Antygon został uwięziony i odesłany do Antiochii. Tam Antygon został ścięty na polecenie Marka Antoniusza.